# فلکیس اوشماوتز
فلکیس اوشماوتز (آلمانی: Felix Oschmautz؛ زادهٔ ۱۸ ژوئیهٔ ۱۹۹۹) قایقران اسلالوم زن اهل اتریش است.
وی در مسابقات کشوری و بین‌المللی در مجموع برندهٔ ۱ مدال طلا، ۵ مدال نقره، ۴ مدال برنز شده‌است.